# Air Sénégal International
Air Sénégal International is een Senegalese luchtvaartmaatschappij met haar thuisbasis in Dakar.
De luchtvaartmaatschappij werd opgericht in 1962 als Air Sénégal-CSTA door Air Afrique. In 1971 werd de maatschappij geregorganisserd en de naam gewijzigd in Air Sénégal. In 1999 nam Royal Air Maroc een aandeel van 51% in de maatschappij en kreeg het de huidige naam.

## Vloot
De vloot van Air Sénégal International bestaat uit: (december 2007)
- 3 Boeing B737-700
- 1 Bombardier Dash8-100